# Hofkirchen (Taufkirchen)
Hofkirchen ist eine Gemarkung der Gemeinde Taufkirchen (Vils) im Landkreis Erding in Oberbayern. Bis Jahresende 1971 bildete sie eine gleichnamige Gemeinde.

## Gemarkung
Die Gemarkung mit der Nummer 8376 hat eine Fläche von etwa 1711 Hektar und liegt vollständig im Gemeindegebiet von Taufkirchen (Vils). Auf der Gemarkung liegen die Taufkirchner Gemeindeteile Abholz, Angerskirchen, Babing, Blainthal, Elsenberg, Fenkenöd, Gänsöd, Großköchlham, Haidstetten, Hepfenau, Hörgersdorf, Holzlehen, Holzmann, Kleinköchlham, Kronsöd, Moosknappen, Mühlberg, Oberhofkirchen, Oberriesbach, Permering, Pfaffing, Schnircklaich, Schrafstetten, Tegernbach, Unterhofkirchen, Unterriesbach, Uttenberg und Waxenberg.

## Geschichte
Die Gemeinde Hofkirchen wurde 1808 gebildet und bekam mit dem Gemeindeedikt von 1818 Selbstverwaltungsrechte. Im Jahr 1871 hatte die Gemeinde die 29 Orte Abholzer, Angerskirchen, Babing, Blainthaler, Elsenberg, Fenkenöd, Gensöder, Grossköchlham, Haidstetten, Hepfenau, Hörgersdorf, Holzlechner, Holzmann, Kleinköchlham, Kronsöd, Moosknappen, Mühlberg, Oberhofkirchen, Oberriesbach, Permering, Pfaffing, Schnirklaich, Schrafstetten, Stimmer, Tegernbach, Unterhofkirchen, Unterriesbach, Uttenberg und Waxenberg. Der Hauptort der ehemaligen Gemeinde war Unterhofkirchen. Die Gemeinde wurde am 1. Januar 1972 nach Taufkirchen eingemeindet.